# Katya Chamma (álbum)
Katya Chamma é o álbum de estréia da compositora, cantora, poeta, cronista e produtora cultural  brasileira Katya Chamma.
O CD, lançado em 2003, incorpora um mix de Pop Rock, Blues e Música Popular Brasileira. O álbum apresenta 12 composição, sendo 10 composições autorais de Katya Chamma. 
O álbum recebeu elogios da crítica musical; o Jornal das Gravadoras apontou Katya Chamma como "um dos maiores expoentes dentro da música independente brasileira" e "Exemplo de arte independente" (edição 106). 

## Tracklist
| N.º | Título                 | Compositor(es)                       | Duração |  |
| 1.  | "Verdades & Mentiras"  | Katya Chamma                         | 3:51    |  |
| 2.  | "Zarabatana"           | Katya Chamma                         | 3:55    |  |
| 3.  | "Olhos de Neon"        | Katya Chamma                         | 4:12    |  |
| 4.  | "Corsário"             | Katya Chamma                         | 3:54    |  |
| 5.  | "Paixão"               | Kledir Ramil                         | 4:38    |  |
| 6.  | "Cinemascope"          | Katya Chamma                         | 4:17    |  |
| 7.  | "Eu Canto o Meu Blues" | Roberto Menescal, Oswaldo Montenegro | 3:56    |  |
| 8.  | "Indomável"            | Katya Chamma                         | 4:18    |  |
| 9.  | "Máscara de Luz"       | Katya Chamma                         | 3:16    |  |
| 10. | "Poeira de Vidro"      | Katya Chamma                         | 3:40    |  |
| 11. | "Chinatown"            | Katya Chamma                         | 3:40    |  |
| 12. | "Um Rock"              | Katya Chamma                         | 3:08    |  |

## Outras fontes
- AMARAL, Euclides (2010). Alguns Aspectos Da MPB. Rio de Janeiro: Esteio Editora. Biblioteca Nacional/Registro: 433.708

- ALBIN, Ricardo Cravo (2006). Dicionário Houaiss Ilustrado Música Popular Brasileira. Rio de Janeiro: Instituto Antônio Houaiss, Instituto Cultural Cravo Albin e Editora Paracatu